# Pelastoneurus neolineatus
Pelastoneurus neolineatus är en tvåvingeart som beskrevs av Brooks 2005. Pelastoneurus neolineatus ingår i släktet Pelastoneurus och familjen styltflugor. Inga underarter finns listade i Catalogue of Life.